# Leo P. Lamoureux Memorial Trophy
Die Leo P. Lamoureux Memorial Trophy (bis 1961 George H. Wilkinson Trophy) war eine Eishockey-Trophäe der International Hockey League (IHL), die von 1945 bis 2001 Bestand hatte. Sie wurde jährlich an den punktbesten Spieler der regulären Saison verliehen. Die Trophäe wurde von Melvin T. Ross, dem damaligen Manager des Indiana State Fairgrounds Coliseum gestiftet, um Leo Lamoureux zu gedenken. Der Trainer der Indianapolis Chiefs war im Verlauf der Saison 1960/61 verstorben.
Zuvor wurde für die Leistung die George H. Wilkinson Trophy vergeben, die nach einem Sponsor der Liga benannt war.

## Gewinner
| Saison                           | Gewinner                   | Team                       | Punkte                     |
| George H. Wilkinson Trophy       | George H. Wilkinson Trophy | George H. Wilkinson Trophy | George H. Wilkinson Trophy |
| -------------------------------- | -------------------------- | -------------------------- | -------------------------- |
| 1946/47                          | Harry Marchand             | Windsor Spitfires          | 62                         |
| 1947/48                          | Dick Kowcinak              | Detroit Auto Club          | 67                         |
| 1948/49                          | Leo Richard                | Toledo Mercurys            | 56                         |
| 1949/50                          | Dick Kowcinak              | Sarnia Sailors             | 83                         |
| 1950/51                          | Herve Parent               | Grand Rapids Rockets       | 105                        |
| 1951/52                          | George Parker              | Grand Rapids Rockets       | 81                         |
| 1952/53                          | Alex Irving                | Milwaukee Chiefs           | 103                        |
| 1953/54                          | Don Hall                   | Johnstown Jets             | 110                        |
| 1954/55                          | Phil Goyette               | Cincinnati Mohawks         | 92                         |
| 1955/56                          | Max Mekilok                | Cincinnati Mohawks         | 100                        |
| 1956/57                          | Pierre Brillant            | Indianapolis Chiefs        | 79                         |
| 1957/58                          | Warren Haynes              | Cincinnati Mohawks         | 95                         |
| 1958/59                          | George Ranieri             | Louisville Rebels          | 124                        |
| 1959/60                          | William Chalmers           | Louisville Rebels          | 134                        |
| Leo P. Lamoureux Memorial Trophy |                            |                            |                            |
| 1960/61                          | Ken Yackel                 | Minneapolis Millers        | 114                        |
| 1961/62                          | Len Thornson               | Fort Wayne Komets          | 122                        |
| 1962/63                          | Ed Bartoli                 | Minneapolis Millers        | 130                        |
| 1963/64                          | Len Thornson               | Fort Wayne Komets          | 108                        |
| 1964/65                          | Lloyd Maxfield             | Port Huron Flags           | 121                        |
| 1965/66                          | Bobby Rivard               | Fort Wayne Komets          | 133                        |
| 1966/67                          | Len Thornson               | Fort Wayne Komets          | 139                        |
| 1967/68                          | Gary Ford                  | Muskegon Mohawks           | 115                        |
| 1968/69                          | Don Westbrooke             | Dayton Gems                | 118                        |
| 1969/70                          | Don Westbrooke             | Dayton Gems                | 121                        |
| 1970/71                          | Darrel Knibbs              | Muskegon Mohawks           | 93                         |
| 1971/72                          | Gary Ford                  | Muskegon Mohawks           | 109                        |
| 1972/73                          | Gary Ford                  | Muskegon Mohawks           | 141                        |
| 1973/74                          | Peter Mara                 | Des Moines Capitols        | 115                        |
| 1974/75                          | Rick Bragnalo              | Dayton Gems                | 113                        |
| 1975/76                          | Len Fontaine               | Port Huron Flags           | 112                        |
| 1976/77                          | Jim Koleff                 | Flint Generals             | 114                        |
| 1977/78                          | Jim Johnston               | Flint Generals             | 118                        |
| 1978/79                          | Terry McDougall            | Fort Wayne Komets          | 139                        |
| 1979/80                          | Al Dumba                   | Fort Wayne Komets          | 119                        |
| 1980/81                          | Marcel Comeau              | Saginaw Gears              | 126                        |
| 1981/82                          | Brent Jarrett              | Kalamazoo Wings            | 122                        |
| 1982/83                          | Dale Yakiwchuk             | Milwaukee Admirals         | 138                        |
| 1983/84                          | Wally Schreiber            | Fort Wayne Komets          | 113                        |
| 1984/85                          | Scott MacLeod              | Salt Lake Golden Eagles    | 139                        |
| 1985/86                          | Scott MacLeod              | Salt Lake Golden Eagles    | 134                        |
| 1986/87                          | Jock Callander             | Muskegon Lumberjacks       | 136                        |
| 1986/87                          | Jeff Pyle                  | Saginaw Generals           | 136                        |
| 1987/88                          | John Cullen                | Flint Spirits              | 157                        |
| 1988/89                          | Dave Michayluk             | Muskegon Lumberjacks       | 122                        |
| 1989/90                          | Michel Mongeau             | Peoria Rivermen            | 117                        |
| 1990/91                          | Lonnie Loach               | Fort Wayne Komets          | 131                        |
| 1991/92                          | Dmitri Kwartalnow          | San Diego Gulls            | 118                        |
| 1992/93                          | Tony Hrkac                 | Indianapolis Ice           | 132                        |
| 1993/94                          | Rob Brown                  | Kalamazoo Wings            | 155                        |
| 1994/95                          | Stéphane Morin             | Minnesota Moose            | 114                        |
| 1995/96                          | Rob Brown                  | Chicago Wolves             | 143                        |
| 1996/97                          | Rob Brown                  | Chicago Wolves             | 117                        |
| 1997/98                          | Patrice Lefebvre           | Las Vegas Thunder          | 116                        |
| 1998/99                          | Brian Wiseman              | Houston Aeros              | 109                        |
| 1999/00                          | Steve Maltais              | Chicago Wolves             | 90                         |
| 2000/01                          | Derek King                 | Grand Rapids Griffins      | 83                         |
| 2000/01                          | Steve Larouche             | Chicago Wolves             | 83                         |